# Deiby Flores
Deiby Aldair Flores Flores (San Pedro Sula, Honduras, 16 de junio de 1996) es un futbolista hondureño, juega como centrocampista y su equipo actual es el Al-Najma S. C. de la Liga Profesional Saudí.

## Trayectoria

### F. C. Motagua
Formó parte de las categorías menores del Fútbol Club Motagua, y, a partir de 2014, comenzó a jugar con el primer equipo azul, debutando el 12 de enero de ese año en sustitución de Irvin Reyna, en la victoria de 1-0 sobre el Deportes Savio, por la primera fecha del Torneo Clausura 2014.
Regresó a préstamo durante el Torneo Apertura 2016 y, a pesar de haber tenido pocas ocasiones de juego, logró salir campeón de ese certamen. En 2017 tuvo una tercera etapa con el club, pero tampoco gozó de regularidad.

### Vancouver Whitecaps F. C.
El 24 de febrero de 2015, se anunció su llegada en calidad de préstamo al Vancouver Whitecaps de la Major League Soccer. Debutó con el cuadro canadiense el 28 de marzo de 2015, en la victoria de su equipo por 2-1 ante los Portland Timbers en el BC Place Stadium.

### C. D. Olimpia
El 4 de julio de 2018, firmó contrato por un año con el Olimpia, tras infructuosas etapas en Motagua y Vancouver Whitecaps. Debutó el 29 de julio de 2018, en partido correspondiente a la primera fecha del Torneo Apertura 2018, que terminó con triunfo de 3-1 sobre el Real de Minas. El 19 de mayo de 2019, por la semifinal del vuelta del Torneo Clausura 2019 ante los Lobos UPNFM, convirtió su primera anotación durante la goleada 4-1 que les dio el pase a la final, que perdieron a manos del Motagua. Permaneció tres años en la disciplina alba, donde jugó 110 partidos, marcó tres goles y consiguió tres títulos ligueros.

### Panetolikos F. C.
El 4 de agosto de 2021, el Panetolikos de la Superliga de Grecia lo presentó como su refuerzo de cara a las siguientes dos temporadas. Realizó su debut el 19 de septiembre de 2021, en un encuentro que su equipo ganó 2-1 a domicilio sobre el Atromitos, por la segunda fecha de la Superliga de Grecia 2021-22. Marcó su primer gol con el club griego el 21 de noviembre de 2021, dándole la victoria por la mínima 1-0 a su equipo, que se enfrentó al Apollon Smyrnis, en duelo correspondiente a la décima fecha de la temporada 2021-22. Al término de esa campaña, se le eligió como «mejor jugador del club». En su primer año en el fútbol griego, jugó 32 partidos y convirtió dos anotaciones.

### Toronto F. C.
Tras su paso por el fútbol húngaro, con el Fehérvár, el 9 de enero de 2024 se cerró su traspaso al Toronto FC de la Major League Soccer, a cambio de 1.2 millones de dólares.

## Selección nacional

### Selecciones menores
Ha formado parte de las categorías inferiores de la Selección de fútbol de Honduras. Entre sus participaciones destaca el haber disputado el Campeonato Sub-17 de la Concacaf de 2013 y la Clasificación para el Campeonato Sub-20 de la Concacaf de 2015 en donde anotó un gol en el empate 1-1 frente a Costa Rica y otro en la victoria 3-1 frente a Nicaragua. El 30 de abril de 2015 se anunció que había sido convocado para disputar la Copa Mundial de Fútbol Sub-20 de 2015 en Nueva Zelanda.

#### Participaciones en Copa del Mundo
| Mundial                     | Sede          | Resultado      | Partidos | Goles |
| --------------------------- | ------------- | -------------- | -------- | ----- |
| Copa Mundial Sub-20 de 2015 | Nueva Zelanda | Fase de grupos | 3        | 0     |

### Selección absoluta
Ha sido internacional con la Selección de fútbol de Honduras. Debutó el 16 de diciembre de 2015, en un partido amistoso contra Cuba, que finalizó con victoria de 2-0 a favor de los hondureños. Jugó su primer partido oficial el 3 de junio de 2021, en un encuentro correspondiente a la semifinal de la Liga de Naciones de la Concacaf 2019-20, que concluyó en derrota por la mínima 1-0 ante Estados Unidos. 

#### Participaciones en Eliminatorias al Mundial
| Eliminatorias              | Sede     | Resultado    | Partidos | Goles |
| -------------------------- | -------- | ------------ | -------- | ----- |
| Eliminatorias a Catar 2022 | Concacaf | No clasificó | 5        | 0     |

#### Participaciones en Copa de Oro
| Copa de Oro   | Sede           | Resultado        | Partidos | Goles |
| ------------- | -------------- | ---------------- | -------- | ----- |
| Copa Oro 2021 | Estados Unidos | Cuartos de final | 4        | 0     |

#### Participaciones en Liga de Naciones
| Liga de Naciones                        | Sede     | Resultado    | Partidos | Goles |
| --------------------------------------- | -------- | ------------ | -------- | ----- |
| Liga de Naciones de la Concacaf 2019-20 | Concacaf | Tercer lugar | 2        | 0     |
| Liga de Naciones de la Concacaf 2022-23 | Concacaf | En disputa   | 3        | 0     |

## Estadísticas

### Clubes
| Club | Temporada     | Div.          | Liga  | Liga         | Copas nacionales(1) | Copas nacionales(1) | Torneos internacionales(2) | Torneos internacionales(2) | Total | Total | Media goleadora(3) |
| Club | Temporada     | Div.          | Part. | Goles        | Part.               | Goles               | Part.                      | Goles                      | Part. | Goles | Media goleadora(3) |
| --- | ------------- | ------------- | ----- | ------------ | ------------------- | ------------------- | -------------------------- | -------------------------- | ----- | ----- | ------------------ |
| F. C. Motagua Honduras |               |               |       |              |                     |                     |                            |                            |       |       |                    |
| 2013-14 | 1.ª           | 9             | 0     | Inexistentes | Inexistentes        | Inexistentes        | Inexistentes               | 9                          | 0     | 0     |                    |
| 2014-15 | 1.ª           | 13            | 0     | Inexistentes | Inexistentes        | Inexistentes        | Inexistentes               | 13                         | 0     | 0     |                    |
| 2016-17 | 1.ª           | 4             | 0     | Inexistentes | Inexistentes        | Inexistentes        | Inexistentes               | 4                          | 0     | 0     |                    |
| 2017-18 | 1.ª           | 13            | 0     | Inexistentes | Inexistentes        | 0                   | 0                          | 13                         | 0     | 0     |                    |
| Total | Total         | 39            | 0     | 0            | 0                   | 0                   | 0                          | 39                         | 0     | 0     |                    |
| Vancouver Whitecaps · Canadá |               |               |       |              |                     |                     |                            |                            |       |       |                    |
| 2015 | 1.ª           | 9             | 0     | 2            | 0                   | 4                   | 0                          | 15                         | 0     | 0     |                    |
| 2016 | 1.ª           | 1             | 0     | 0            | 0                   | Inexistentes        | Inexistentes               | 1                          | 0     | 0     |                    |
| Total | Total         | 10            | 0     | 2            | 0                   | 4                   | 0                          | 16                         | 0     | 0     |                    |
| Vancouver Whitecaps 2 · Canadá |               |               |       |              |                     |                     |                            |                            |       |       |                    |
| 2015 | 3.ª           | 3             | 0     | Inexistentes | Inexistentes        | Inexistentes        | Inexistentes               | 3                          | 0     | 0     |                    |
| 2016 | 3.ª           | 8             | 0     | Inexistentes | Inexistentes        | Inexistentes        | Inexistentes               | 8                          | 0     | 0     |                    |
| 2017 | 3.ª           | 2             | 0     | Inexistentes | Inexistentes        | Inexistentes        | Inexistentes               | 2                          | 0     | 0     |                    |
| Total | Total         | 13            | 0     | 0            | 0                   | 0                   | 0                          | 13                         | 0     | 0     |                    |
| C. D. Olimpia Honduras |               |               |       |              |                     |                     |                            |                            |       |       |                    |
| 2018-19 | 1.ª           | 39            | 1     | Inexistentes | Inexistentes        | Inexistentes        | Inexistentes               | 39                         | 1     | 0.03  |                    |
| 2019-20 | 1.ª           | 18            | 1     | Inexistentes | Inexistentes        | 8                   | 1                          | 26                         | 1     | 0.04  |                    |
| 2020-21 | 1.ª           | 37            | 0     | Inexistentes | Inexistentes        | 6                   | 0                          | 43                         | 0     | 0     |                    |
| Total | Total         | 96            | 2     | 0            | 0                   | 14                  | 1                          | 110                        | 3     | 0.03  |                    |
| Panetolikos · Grecia |               |               |       |              |                     |                     |                            |                            |       |       |                    |
| 2021-22 | 1.ª           | 32            | 2     | 5            | 0                   | Inexistentes        | Inexistentes               | 37                         | 2     | 0.05  |                    |
| 2022-23 | 1.ª           | 16            | 0     | 1            | 2                   | Inexistentes        | Inexistentes               | 17                         | 2     | 0.12  |                    |
| Total club | Total club    | 48            | 2     | 6            | 2                   | 0                   | 0                          | 54                         | 4     | 0.07  |                    |
| Fehérvár F. C. · Hungría |               |               |       |              |                     |                     |                            |                            |       |       |                    |
| 2022-23 | 1.ª           | 15            | 0     | Inexistentes | Inexistentes        | Inexistentes        | Inexistentes               | 15                         | 0     | 0     |                    |
| 2023-24 | 1.ª           | 16            | 1     | Inexistentes | Inexistentes        | Inexistentes        | Inexistentes               | 16                         | 1     | 0.06  |                    |
| Total club | Total club    | 31            | 1     | 0            | 0                   | 0                   | 0                          | 31                         | 1     | 0.03  |                    |
| Toronto F. C. · Canadá |               |               |       |              |                     |                     |                            |                            |       |       |                    |
| 2024 | 1.ª           | 29            | 1     | 9            | 0                   | Inexistentes        | Inexistentes               | 38                         | 1     | 0.03  |                    |
| 2025 | 1.ª           | 17            | 2     | 1            | 0                   | Inexistentes        | Inexistentes               | 18                         | 2     | 0.06  |                    |
| Total | Total         | 46            | 2     | 10           | 0                   | 0                   | 0                          | 56                         | 3     | 0.05  |                    |
| Total carrera | Total carrera | Total carrera | 282   | 7            | 18                  | 2                   | 18                         | 1                          | 318   | 10    | 0.03               |
| (1) Incluye datos del Campeonato Canadiense de Fútbol (2015-16) y de la Copa de Grecia (2021-23). (2) Incluye datos de la Liga de Campeones de la Concacaf (2015-21) y Liga Concacaf (2019-20). (3) No incluye datos de partidos amistosos. |               |               |       |              |                     |                     |                            |                            |       |       |                    |

### Selección nacional
| Absoluta Honduras                                                                | 2015          | 1            | 0            | Inexistentes | Inexistentes | Inexistentes | Inexistentes | 1  | 0 | 0 |
| Absoluta Honduras                                                                | 2016          | Inexistentes | Inexistentes | Inexistentes | Inexistentes | Inexistentes | Inexistentes | 0  | 0 | 0 |
| Absoluta Honduras                                                                | 2017          | Inexistentes | Inexistentes | Inexistentes | Inexistentes | Inexistentes | Inexistentes | 0  | 0 | 0 |
| Absoluta Honduras                                                                | 2018          | 3            | 0            | Inexistentes | Inexistentes | Inexistentes | Inexistentes | 3  | 0 | 0 |
| Absoluta Honduras                                                                | 2019          | Inexistentes | Inexistentes | Inexistentes | Inexistentes | Inexistentes | Inexistentes | 0  | 0 | 0 |
| Absoluta Honduras                                                                | 2020          | Inexistentes | Inexistentes | Inexistentes | Inexistentes | Inexistentes | Inexistentes | 0  | 0 | 0 |
| Absoluta Honduras                                                                | 2021          | 3            | 0            | 11           | 0            | Inexistentes | Inexistentes | 11 | 0 | 0 |
| Absoluta Honduras                                                                | 2022          | 2            | 0            | 3            | 0            | Inexistentes | Inexistentes | 5  | 0 | 0 |
| Total carrera                                                                    | Total carrera | 9            | 0            | 14           | 0            | 0            | 0            | 23 | 0 | 0 |
| (1) Incluye datos de Eliminatorias Mundialistas, Liga de Naciones y Copa de Oro. |               |              |              |              |              |              |              |    |   |   |

### Resumen estadístico
|                       | Partidos | Goles | Promedio |
| --------------------- | -------- | ----- | -------- |
| Liga                  | 204      | 4     | 0.02     |
| Copas nacionales      | 8        | 2     | 0.25     |
| Copas internacionales | 18       | 1     | 0.06     |
| Selección de Honduras | 23       | 0     | 0        |
| Total carrera         | 253      | 7     | 0.03     |

## Palmarés

### Campeonatos nacionales
| Título                          | Club                      | País     | Año  |
| ------------------------------- | ------------------------- | -------- | ---- |
| Torneo Apertura                 | F. C. Motagua             | Honduras | 2014 |
| Campeonato Canadiense de Fútbol | Vancouver Whitecaps F. C. | Canadá   | 2015 |
| Torneo Apertura                 | F. C. Motagua             | Honduras | 2016 |
| Torneo Apertura                 | C. D. Olimpia             | Honduras | 2019 |
| Torneo Apertura                 | C. D. Olimpia             | Honduras | 2020 |
| Torneo Clausura                 | C. D. Olimpia             | Honduras | 2021 |